# Jeanne Landre
Jeanne Landre, née à Paris, le 29 décembre 1874 et décédée, le 15 novembre 1936 à Paris 6e, est  une journaliste, critique et romancière française.

## Biographie
Fille de Modeste Amable Landre, chef d'escadron en retraite et chevalier de la Légion d'honneur et de Félicité Alexandrine Cesano, sans profession,, elle  devient journaliste et collaboratrice de la revue Propos de Jean-François-Louis Merlet. 
Elle est une amie proche de Jehan Rictus, auteur des Soliloques du Pauvre, et de Laurent Tailhade dont le journal intime révèle les « mœurs très libres de la romancière et ses obsessions sexuelles ».
Pendant la Grande Guerre, elle est infirmière bénévole.
Une enquête de 1923 sur la littérature française l'appelle « la romancière de Montmartre et la disciple moderne d'un Mürger, encore plus bohème que l'original ».
Fondatrice de la Ligue des femmes de professions libérales et membre de la Société des gens de lettres, elle en devient la vice-présidente en 1935.
Elle a épousé le peintre Robert Saldo (1887-1950).
Elle décède le 15 novembre 1936.

## Œuvres
- Cri-cri, 1900
- Camelots du Roy, 1900
- La gargouille : roman moderne, 1908
- Échalote et ses amants, roman de moeurs montmartroises, 1909
- Contes de Montmartre, 1910
- Échalote continue. Roman de moeurs montmartroises , 1910
- Gavarni, 1912
- Puis il mourut, 1916
- L'Ecole des marraines, 1917
- Loin des balles : mémoires d'un philanthrope, 1918
- Bob et Bobette, enfants perdus : roman, 1919
- Madame Poche : ou, La Parfaite éducatrice, 1919
- Où va l'amour (cahiers d'une bourgeoise), 1920
- Échalote, douairière : roman, 1925
- Mlle de Rivière, institutrice, 1926
- La parodie galante : roman, 1928
- Aristide Bruant, 1930
- Les Soliloques du pauvre de Jehan Rictus, 1930
- Nouvelles Aventures d'Échalote, 1932
- L'idole du beau sexe, le marquis de Létorière, 1938

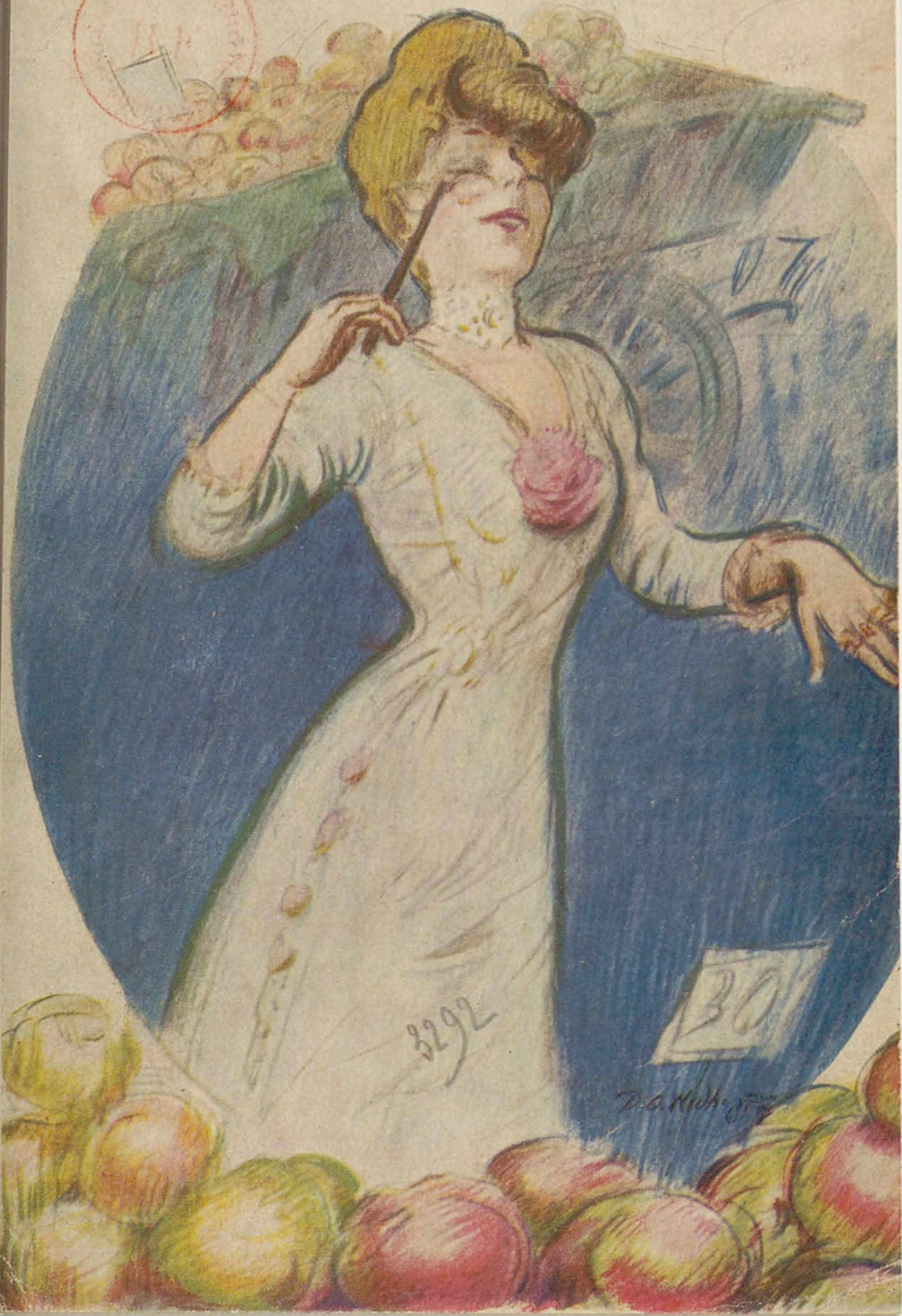
Jeanne-Landre-Echalote continue 1910 (page 7 crop)

## Décoration
- Chevalier de la Légion d'honneur[5]

## Distinction
- Prix Barratin de la Société des Gens de Lettres en 1922[9]

## Références

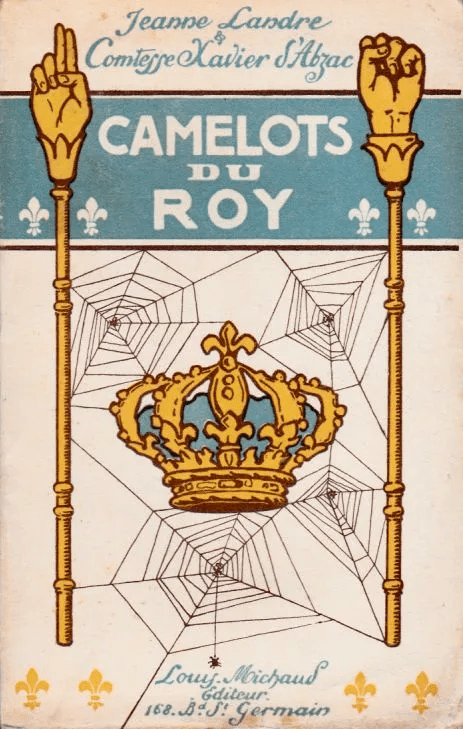
Roman épistolaire de Jeanne Landre et de la Comtesse Xavier d’Abzac sur les Camelots du Roi.